# 정혜윤 (배우)
정혜윤(2009년 9월 28일 ~ )은 대한민국의 배우이다.

## 학력
- 2021년 파주대원초등학교 졸업
- 2025년 봉일천중학교 졸업
- 2025년 리라아트고등학교 입학

## 출연

#### 드라마
- 2016년 MBC 황금주머니
- 2017년 SBS 수상한 파트너
- 2017년 MBC 신의 퀴즈: 리부트
- 2017년 MBC 군주 - 가면의 주인
- 2017년 KBS 2TV 꽃 피어라 달순아!
- 2018년 넷플릭스 마음의 소리: 얼간이들
- 2018년 JTBC 내 아이디는 강남미인
- 2019년 OCN 신의 퀴즈: 리부트 - 병태딸 역

### 영화
- 2017년 서서평, 천천히 평온하게 - 순이 역
- 2019년 자전차왕 엄복동 - 일미상회아이들 역 영화
- 2023년 콘크리트유토피아  - 도균집외부인3
- 2024년 탈출: 프로젝트 사일런스 - 사고시민9

### 공연
- 2018년 프로포즈못하는남자 - 어린소연 역
- 2019년 국립오페라1945 - 난민 역
- 2019년 파주시뮤지컬단 호두까기인형 - 마리친구 역
- 2024년 슈퍼스타뺑덕이 - 심청 역

### CF 및 기타
어린이 영어 스피킹덤 TV CF
국립국악원 여우락 장단DNA-금굿 뮤직비디오
국립 국어원, 경북신도청, 강서구청소년시설 바이럴 광고
경기도청 치과주치의사업 팩터뷰
ODG

## 수상
24회 선화전국무용대회 현대무용 부문 입상
21년도 파주시 청소년 종합예술제 현대무용부문 입상
22년도 파주시 청소년 종합예술제 현대무용부문 우수상
22년도 서울종합실용예술대학교 현대무용 은상
22년도 안양예술고등학교 전국무용대회 은상
22년도 고양예술고등학교 전국무용대회 입상